# جف سشنز
جفرسن بیورگارد «جف» سِشِنْز سوم (به انگلیسی: Jeff Sessions) (زادهٔ ۲۴ دسامبر ۱۹۴۶ ) سیاستمداری آمریکایی است که از سال ۲۰۱۷ تا نوامبر ۲۰۱۸ به عنوان ۸۴امین دادستان ایالات متحده آمریکا فعالیت کرده‌است. سشنز از ۱۹۹۷ تا ۲۰۱۷ به عنوان
سناتور ایالت آلاباما در سنای ایالات متحده آمریکا فعالیت کرد. او عضو حزب جمهوری‌خواه است.
از ۱۹۸۱ تا ۱۹۹۳، او به عنوان دادستان ایالات متحده برای بخش جنوبی آلاباما فعالیت کرد. سشنز در سال ۱۹۹۴ به عنوان دادستان کل آلاباما و در سال ۱۹۹۶ به عنوان سناتور ایالات متحده انتخاب و در سال‌های ۲۰۰۲، ۲۰۰۸ و ۲۰۱۴ مجدداً انتخاب شد. سشنز به عنوان یکی از محافظه کارترین نمایندگان سنای ایالات متحده شناخته می‌شود. به عنوان سناتور، به خاطر مخالفت با مهاجرت غیرقانونی و تلاش برای کاستن از مهاجرت قانونی قابل ملاحظه است. او از تلاشهای قانونگذارانهٔ عمده در دولت جرج دابلیو بوش، از جمله بسته‌های کاهش مالیاتی ۲۰۰۱ و ۲۰۰۳، جنگ عراق، و متمم ملی ممنوعیت ازدواج همجنس حمایت کرد. او با ایجاد برنامه کمک به ذخایر آسیب دیده (تارپ)، قانون بهبود و سرمایه‌گذاری مجدد ۲۰۰۹ آمریکا، لایحه حفاظت از بیمار و مراقبت مقرون به صرفه، و لغو نپرس، نگو مخالفت کرد. به عنوان بلندپایه‌ترین عضو کمیته قضایی سنا، او با هر سه نامزد رئیس‌جمهور باراک اوباما برای دیوان عالی ایالات متحده آمریکا مخالفت کرد.
سشنز که از اولین حامیان کمپین ریاست جمهوری دونالد ترامپ بود، از جمله گزینه‌های احتمالی برای معاونت رئیس‌جمهور بود. با روی کار آمدن دونالد ترامپ به عنوان رئیس‌جمهور آمریکا، وی برای عنوان دادستان کل ایالات متحده آمریکا انتخاب شد. سشنز در ۸ فوریه ۲۰۱۷ با ۵۲ رای موافق در برابر ۴۷ رای مخالف از سنا رای اعتماد گرفت

## مواضع سیاسی

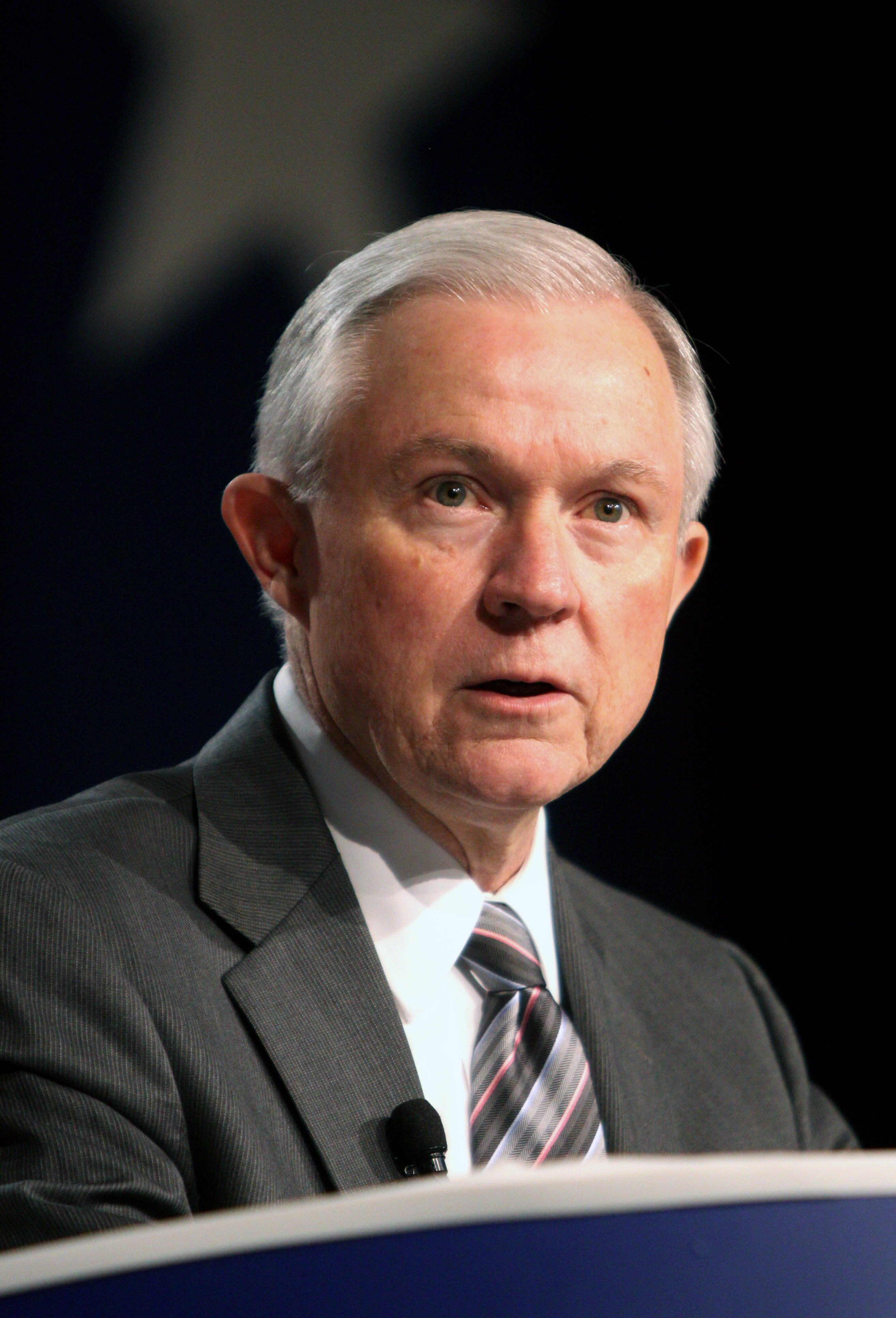
سناتور جف سشنز در حال سخنرانی برای رای‌دهندگان.

سشنز یکی از محافظه کارترین اعضای سنای آمریکا شناخته می‌شد.

### مهاجرت
سشنز در دوران حضور در کنگره از مخالفان مهاجرت قانونی و غیرقانونی بود. او با طرح اصلاح جامع مهاجرتی ۲۰۰۶، ۲۰۰۷ و ۲۰۱۳ مخالفت کرد. او گفت که ایجاد مسیری برای شهروند شدن مهاجرین غیرقانونی حاکمیت قانون را تضعیف می‌کند و ورود کارگران مهمان و مهاجرین دستمزدها را کم و بیکاری را برای شهروندان آمریکا زیاد می‌کند و سیاست مهاجرتی فعلی یک طبقه زیرین وابسته به دولت رفاه را بزرگ می‌کند. او در سخنرانی ای در صحن سنا در ۲۰۰۶ گفت «به‌طور بنیادین، هیچ‌یک از کسانی که از جمهوری دومینیکن به آمریکا می‌آیند به این خاطر نمی‌آیند که مهارتی دارند که به ما نفعی می‌رساند و نشان بدهد که در جامعه ما احتمالاً موفق خواهند بود.» او از ساختن حصاری در مرز آمریکا و مکزیک دفاع کرده‌است.
استیو بنن رئیس سابق اجرایی هیئت مدیره برایبارت نیوز از جف سشنز به عنوان رهبر جنبشی یاد کرد که خواهان کند کردن مهاجرت قانونی و غیرقانونی است و کار او برای مبارزه با اصلاحات مهاجرتی پیش از به صحنه آمدن دونالد ترامپ را «همسان جنبش حقوق مدنی دهه ۱۹۶۰» دانست. سشنز و دستیار و مدیرکل ارتباطاتش استیون میلر طرحی به عنوان «پوپولیسم دولت ملی» را در پاسخ به جهانی سازی و مهاجرت تدوین کردند.